# Мухино (Кулицкое сельское поселение)
Му́хино — деревня в Калининском районе Тверской области. Относится к Кулицкому сельскому поселению. До 2006 года было центром Мухинского сельского округа.
Расположена в 25 км к северо-западу от Твери, на реке Кава.

## История
Во второй половине XIX — начале XX века деревня Мухино входила в Первитинскую волость Тверского уезда Тверской губернии. В 1886 году — 45 дворов, 314 жителей; маслобойня, шерстобойня, сапожная и столярная мастерские, мелочная лавка, промыслы: плетение корзин на продажу.
В 1940 году Мухино центр сельсовета Медновского района Калининской области.
В 1997 году — 63 хозяйства, 180 жителей.

## Население
| 1859 | 1886 | 1919 | 1997 | 2002 | 2010 |
| ---- | ---- | ---- | ---- | ---- | ---- |
| 240  | ↗314 | ↘223 | ↘180 | ↘152 | ↘110 |